# Xã Carlyle, Quận Clinton, Illinois
Xã Carlyle (tiếng Anh: Carlyle Township) là một xã thuộc quận Clinton, tiểu bang Illinois, Hoa Kỳ. Năm 2010, dân số của xã này là 3.932 người.